# NGC 7563
NGC 7563 (другие обозначения — PGC 70872, UGC 12465, MCG 2-59-15, ZWG 431.29) — спиральная галактика с перемычкой (SBa) в созвездии Пегас.
В галактике практически отсутствует звездообразование.  NGC 7563 возможно является примером пассивной спиральной галактики.
Этот объект входит в число перечисленных в оригинальной редакции «Нового общего каталога».